# Mike Lapper
Michael Steven „Mike“ Lapper (* 28. August 1970 in Redondo Beach, Kalifornien) ist ein ehemaliger US-amerikanischer Fußballspieler.
Nach der Universität spielte er für Los Angeles in der ehemaligen American Professional Soccer League (APSL). 
In der Saison 1994/95 spielte er in Deutschland für den VfL Wolfsburg (16 Spiele/1 Tor) und von 1995 bis 1997 in England bei Southend United (52 Spiele/1 Tor).
Danach kehrte er in die USA zurück, wo er in der MLS 110 Spiele für Columbus Crew absolvierte und fünf Tore schoss.
1992 spielte er bei den Olympischen Sommerspielen für das Fußball-Team der USA, 1994 nahm er an der Weltmeisterschaft teil und 1995 an der Copa América.
Für die USA spielte er zwischen 1991 und 1995 44 mal und schoss dabei ein Tor.